# Јанаћко Јањић
Јанићије Јањић, познатији као Јанаћко, је измишљени лик из серије Бела лађа. Лик је измислио Синиша Павић, а улогу је тумачио Милан Васић.

## Улога у серији
Јанаћко је даљи рођак Срећка Шојића и Баћка Бојића и члан Странке здравог разума. Личи на Шојића, има бркове и ћубу као он, а такође се облачи у слична одела. Бави се пољопривредом и обично долази у Београд да продаје своје производе. Јанаћко је прилично наиван и помало смотан. Он је лидер огранка Странке здравог разума селу Куковиште у унутрашњости Србије. Јанаћкова изборна јединица добија најбоље резултате, јер тамо мало ко познаје Шојића.
Први пут се појављује у серији када долази код Шојића да га позове на сеоску славу. Тада Јанаћко објашњава Ћирку да је Шојићев рођак, речима: Моја жена је сестричина од бата Јове пашенога од бата Срећковог баџе по његовој бившој жени. Мислим тај баџа је умро али пре него што је умро он ми је крстио Будимира. Они заједно крећу, али успут наилазе на штрајкаче који су блокирали пут, па ипак не стижу на славу. Касније Јанаћко одлази са Пикиљићем (Миленко Павлов) у Шојићев родни крај да би тамо подигли број гласача. Они организују лажну изградњу комбината коју тобоже финансира Шојић. Јанаћко је све више у проблемима јер му понестаје новца да исплати раднике. На крају је приморан да оде у Београд и од Шојића тражи новац, али се овај стално извлачи од плаћања.
Након хапшења Шојића на чело странке долази Баћко Бојић, а Јанаћко се пробија на врх изборне листе и постаје један од водећих ликова у серији. Он продаје вредан прстен да би исплатио раднике. Када се Странка здравог разума поцепала, Јанаћко прелази у Ћиркову фракцију. Постаје посланик и учествује у састављању владе на броду „Бела лађа“.